# Amphoe Saba Yoi
Amphoe Saba Yoi (thailändisch อำเภอ สะบ้าย้อย) ist ein  Landkreis (Amphoe – Verwaltungs-Distrikt) im Südosten der Provinz Songkhla. Die Provinz Songkhla liegt in der Südregion von Thailand an der Küste zum Golf von Thailand.

## Etymologie
Der Name „Saba Yoi“ ist eigentlich eine thailändische Verfälschung von Sebayu (Jawi: سبايو), was in Malaiisch „Wind“ bedeutet.

## Geographie
Benachbarte Distrikte und Gebiete (von Süden im Uhrzeigersinn): die Amphoe Na Thawi und Thepha in der Provinz Songkhla, Amphoe Khok Pho in der Provinz Pattani sowie die Amphoe Mueang Yala, Yaha und Kabang in der Provinz Yala. Im Südwesten liegt der Staat Kedah von Malaysia.
Der Nationalpark San Kala Khiri liegt im Landkreis.

## Geschichte
Saba Yoi war ein Distrikt des Amphoe Thepha. Er wurde im Jahr 1924 zu einem Unterbezirk (King Amphoe) von Ba Hoi. 1942 verlegte die Regierung die Verwaltung in den Tambon Mong und gaben dem Unterbezirk den Namen Saba Yoi. Er bekam 1956 offiziell den vollen Amphoe-Status.

## Verwaltung

### Provinzverwaltung
Amphoe Saba Yoi ist in neun Unterbezirke (Tambon) eingeteilt, welche weiter in 62 Dorfgemeinschaften (Muban) unterteilt sind.
| Nr. | Name       | Thai    | Muban | Einw.  |
| --- | ---------- | ------- | ----- | ------ |
| 1.  | Saba Yoi   | สะบ้าย้อย | 09    | 12.737 |
| 2.  | Thung Pho  | ทุ่งพอ    | 08    | 10.166 |
| 3.  | Pian       | เปียน    | 07    | 08.420 |
| 4.  | Ban Not    | บ้านโหนด | 07    | 06.517 |
| 5.  | Chanae     | จะแหน   | 05    | 07.431 |
| 6.  | Khuha      | คูหา     | 08    | 09.397 |
| 7.  | Khao Daeng | เขาแดง  | 07    | 07.800 |
| 8.  | Ba Hoi     | บาโหย   | 05    | 04.782 |
| 9.  | Than Khiri | ธารคีรี   | 06    | 05.772 |

### Lokalverwaltung
Es gibt zwei Kleinstädte (Thesaban Tambon) im Landkreis:
- Saba Yoi (เทศบาลตำบลสะบ้าย้อย) besteht aus Teilen des Tambon Saba Yoi.
- Tha Phraya (เทศบาลตำบลท่าพระยา) besteht aus weiteren Teilen des Tambon Saba Yoi.

Außerdem gibt es acht „Tambon-Verwaltungsorganisationen“ (TAO, องค์การบริหารส่วนตำบล) für die Tambon im Landkreis, die zu keiner Stadt gehören.